# Dmitri Petrowitsch Konowalow

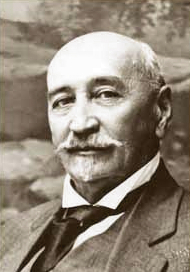
Dmitri Petrowitsch Konowalow

Dmitri Petrowitsch Konowalow, russisch Дмитрий Петрович Коновалов, (* 22. März 1856 in Iwanowka, Gouvernement Jekaterinoslaw, später Oblast Dnipropetrowsk, Ukraine; † 6. Januar 1929 in Leningrad) war ein russischer Chemiker (Physikalische Chemie).
Konowalow war der Sohn eines Gutsbesitzers und studierte von 1873 bis 1878 am Bergbauinstitut in Sankt Petersburg. Danach studierte er Chemie an der Universität Sankt Petersburg bei Alexander Michailowitsch Butlerow und Dmitri Iwanowitsch Mendelejew. Letzterer stellte ihm die Aufgabe herauszufinden, warum keine Destillation von völlig reinem Alkohol ohne Wasser gelingt und darüber wurde er 1881 in Straßburg promoviert (Über die Dampfspannungen der Flüssigkeitsgemische). Zurück in Sankt Petersburg wurde er Assistent für analytische Chemie, erhielt 1882 den Magister-Grad und wurde 1884 Privatdozent für Physikalische Chemie. 1886 wurde er außerordentlicher Professor für analytische Chemie, 1890 außerordentlicher Professor für anorganische Chemie und 1893 ordentlicher Professor für Chemie. Im gleichen Jahr unternahm er eine Reise in die USA und veröffentlichte 1894 einen Bericht über die chemische Industrie in den USA (Metalle, Erdöl, Holz, chemische Produkte). 1903 wurde er Direktor des Bergbauinstituts und ab 1907 leitete er die Abteilung Bergbau im Ministerium für Handel und Industrie. Von 1908 bis 1915 war er stellvertretender Minister für Handel und Industrie. 1915 wurde er Professor am Technologischen Institut in Sankt Petersburg und 1918 am Bergbauinstitut in Jekaterinoslaw. Von 1922 bis 1929 war er Direktor des Amts für Maße und Gewichte in Leningrad und war daneben Professor am Technologischen Institut.
Er arbeitete über Dampfdruckkurven von Lösungen zweier Flüssigkeiten (u. a. Konowalowsche Regeln) mit Anwendung auf die Destillation von Lösungen, über die Thermodynamik des osmotischen Drucks und die elektrische Leitfähigkeit in zweikomponentigen Flüssigkeiten (mit Entdeckung der Solvoelektrolyte). Er befasste sich mit festen Katalysatoren (Einführung des Begriffs der aktiven Oberfläche) und untersuchte den autokatytischen Zerfall von Estern, wobei er gleichzeitig mit Wilhelm Ostwald das Ostwald-Konovalowsche Gesetz der Autokatalyse fand. 1923 entwickelte er eine Formel für die Verbrennungswärme organischer Verbindungen.
1923 wurde er Mitglied der Göttinger Akademie der Wissenschaften und der Sowjetischen Akademie der Wissenschaften.